# Viacheslav Tsvetaev
Viacheslav Dmítrievich Tsvetaev (en ruso: Вячесла́в Дми́триевич Цвета́ев; Maloarkhangelsk, Imperio ruso, 5 de enerojul./ 17 de enero de 1893greg. – Moscú, Unión Soviética, 11 de agosto de 1950) fue un oficial militar soviético que combatió en las filas del Ejército Rojo durante la Segunda Guerra Mundial. Por su actuación en la ofensiva del Vístula-Óder se le concedió el título de Héroe de la Unión Soviética el 6 de abril de 1945.

## Biografía

### Infancia y juventud
Viacheslav Tsvetaev nació el 17 de enero de 1893 en la estación de ferrocarril de Maloarkhangelsk situada a unos 14 kilómetro de la ciudad, en la Gobernación de Oriol en esa época parte del Imperio ruso. En el seno de una familia de un empleado del ferrocarril de origen ruso. Estudió, durante seis cursos, en el Gymnasium de la ciudad de Oriol y, entre 1910 y 1914, se formó en la escuela técnica secundaria de Tula. Después de graduarse trabajó en la línea de ferrocarril Moscú-Kursk.
En octubre de 1914, con el estallido de la Primera Guerra Mundial, fue llamado al servicio militar y se inscribió como soldado raso en el 203.º Batallón de Reserva de fusileros estacionado en Orel. En 1916 fue enviado a estudiar en la escuela de alférez de Tiflis, después de graduarse fue nombrado oficial subalterno en el Batallón de Infantería Independiente de Ekaterinogrado. Durante su periodo de servicio participó en batallas en el frente del Cáucaso contra los turcos. Después de la Revolución de febrero de 1917, se desempeñó como oficial subalterno en la oficina de un ingeniero de cuerpo del 6.° Cuerpo del Ejército del Cáucaso.
En enero de 1918, abandonó el ejército y se estableció en Moscú, donde encontró trabajo en la Planta de Construcción de Maquinaria Presnensky, donde permaneció poco tiempo puesto que en mayo de 1918 se alistó voluntario en el Ejército Rojo, fue nombrado comandante de compañía del 4.º Regimiento soviético de Moscú, que pronto fue enviado al Frente Norte cerca de Arcángel contra los estadounidenses. Desde agosto de 1918 estuvo al mando de una compañía, luego de un batallón. En noviembre de 1918 fue nombrado comandante del Regimiento de Infantería de Pechersk. En enero de 1919, durante la operación Shenkur, comandó un grupo partisano del Frente Norte, que operaba tras las líneas enemigas. En abril de 1919, asumió el puesto de comandante de las fuerzas armadas del raión de Cherdynsky (en el actual Krai de Perm), y desde julio del mismo año, comandante de las tropas del Territorio de Pineg-Pechora del Frente Norte. En agosto de 1919, se formó la 54.ª División de fusileros a partir de las tropas de los distritos de Mezensky, Pinezhsky y Kotlassky y Tsvetaev fue designado para comandarla en diciembre de ese mismo año.
En 1919, la división, integrada en el  6.° Ejército, luchó en los ríos Dviná Septentrional y Pinega, en enero-febrero de 1920, participó en la liberación de Jolmogory y Arcángel, y desde abril de 1920, como parte del 7. ° Ejército, Luchó en el área entre los lagos Ládoga y Onega. En junio de 1920, la división pasó a formar parte del 15.º Ejército del Frente Occidental y participó en la guerra polaco-soviética de 1920, y en agosto del mismo año, durante la contraofensiva polaca en el Vístula, la división fue empujada hacia las fronteras de Prusia Oriental e internada. En 1921, el personal de la división fue devuelto a la RSFS de Rusia.

### Periodo de entreguerras
En 1921, después de la guerra civil, asumió el mando de la 204.º Brigada Independiente del Servicio de Defensa Aérea Interna en Petrogrado. En agosto de 1922, después de graduarse de los Cursos Académicos Militares del Estado Mayor del Ejército Rojo, fue nombrado subcomandante de la 10.ª División de Fusileros del distrito militar de Petrogrado. En noviembre del mismo año, tomó el mando de la 56.ª División de Moscú y en noviembre de 1926, fue trasladado al Distrito Militar de Asia Central y nombrado comandante de la 3.ª División de Fusileros de Turquestán. En 1927, completó los cursos de formación avanzada para oficiales superiores en la Academia Militar Frunze, y en noviembre de 1929 fue nombrado comandante de la 2.ª División de Fusileros del Turquestán. Entre 1930 y 1931 combatió contra los rebeldes Basmachí en el sur de Turkmenistán. Hasta que en 1931 fue nombrado Profesor Titular en el Departamento de Táctica General en la Academia Militar Frunze. En febrero de 1937, fue nombrado comandante de la 57.ª División de Fusileros de los Urales en el Distrito Militar de Transbaikalia.
En mayo de 1938, fue acusado de actividades contrarrevolucionarias y en julio del mismo año fue arrestado por el departamento especial del Distrito Militar Transbaikalia. Durante la investigación, fue sometido a fuertes presiones y bajo tortura se declaró culpable de participar en una organización militar trotskista y de espiar para Alemania, luego se retractó de su testimonio. Por resolución del Departamento Especial de la Dirección General de Seguridad del Estado de la NKVD de la URSS en septiembre de 1939, el caso fue desestimado por falta de pruebas y puesto en libertad. En septiembre de 1939, volvió a ser profesor titular en la Academia Militar Frunze, y desde enero de 1941, jefe del departamento de táctica general y jefe del ciclo táctico operacional de dicha academia.

### Segunda Guerra Mundial
En julio de 1941, poco después de la invasión alemana de la Unión Soviética, el teniente general Viacheslav Tsvetaev fue nombrado comandante del grupo operativo del 7.º Ejército independiente del Frente Norte. Las tropas del grupo participaron en batallas defensivas contra las fuerzas finlandesas en la región de Carelia, sin embargo, después de intensos combates, se vieron obligadas a retirarse. En mayo de 1942 fue destituido de su puesto y enviado a la Reserva del Comisariado del Pueblo de Defensa debido a un desacuerdo con el comandante del ejército. A principios de 1942, fue nombrado subcomandante del 4.º Ejército del Frente del Vóljov, cuyas tropas ocupaban varias cabezas de puente en la margen izquierda del río Vóljov al noroeste de Grúzino. En julio de 1942, fue transferido como comandante del 10.º Ejército de Reserva durante el período de su formación. Después de la reorganización del 10.° Ejército como el 5.º Ejército de Choque, Tsvetaev fue nombrado subcomandante del ejército y, 20 días después, comandante. Al frente de este ejército, participó en la operación Urano y en las operaciones ofensivas de Rostov, Donbás, Melitopol, Nikopól-Krivói Rog, Bereznegovato-Snigirevskaya y Odesa.
Entre mayo y septiembre de 1944, ejerció como subcomandante del Primer Frente Bielorruso, donde se distinguió en la operación Bagratión. En septiembre de 1944, y por un corto periodo de tiempo, fue comandante del 6.º Ejército, que estaba en la reserva del Cuartel General del Alto Mando Supremo. Desde octubre de 1944 hasta el final de la guerra, estuvo al mando del 33.º Ejército que, como parte del Primer Frente Bielorruso, participó en la ofensiva del Vístula-Óder y en la batalla de Berlín. Durante la operación Vístula-Óder, en cooperación con el 69.º Ejército, las tropas bajo su mando rompieron las defensas del enemigo en profundidad en el área de la ciudad de Pulawy, liberó las ciudades de Kalisz, Nerem, Shvibus y más de 800 asentamientos. La ruta de combate del ejército terminó el 6 de mayo cuando las principales unidades de su ejército alcanzaron el río Elba al noroeste de Dessau.
El 6 de abril de 1945 el Presídium del Sóviét Supremo de la Unión Soviética le concedió el título de Héroe de la unión Soviética, con la Orden de Lenin y la Estrella de Oro n.º 7416 «Por el hábil liderazgo de las tropas bajo su mando y por el valor y coraje mostrados en combate contra los invasores fascistas».

### Posguerra
Después del final de la guerra continuó sirviendo en las filas del ejército soviético. En julio de 1947 fue nombrado Comandante en Jefe Adjunto, y desde enero de 1947, Comandante en Jefe del Grupo de Fuerzas del Sur. El 15 de enero de 1948, asumió el puesto de comandante del Ejército Especial Mecanizado, cargo en el que permaneció únicamente hasta el 30 de enero del mismo año, cuando fue nombrado director de la Academia Militar Frunze.

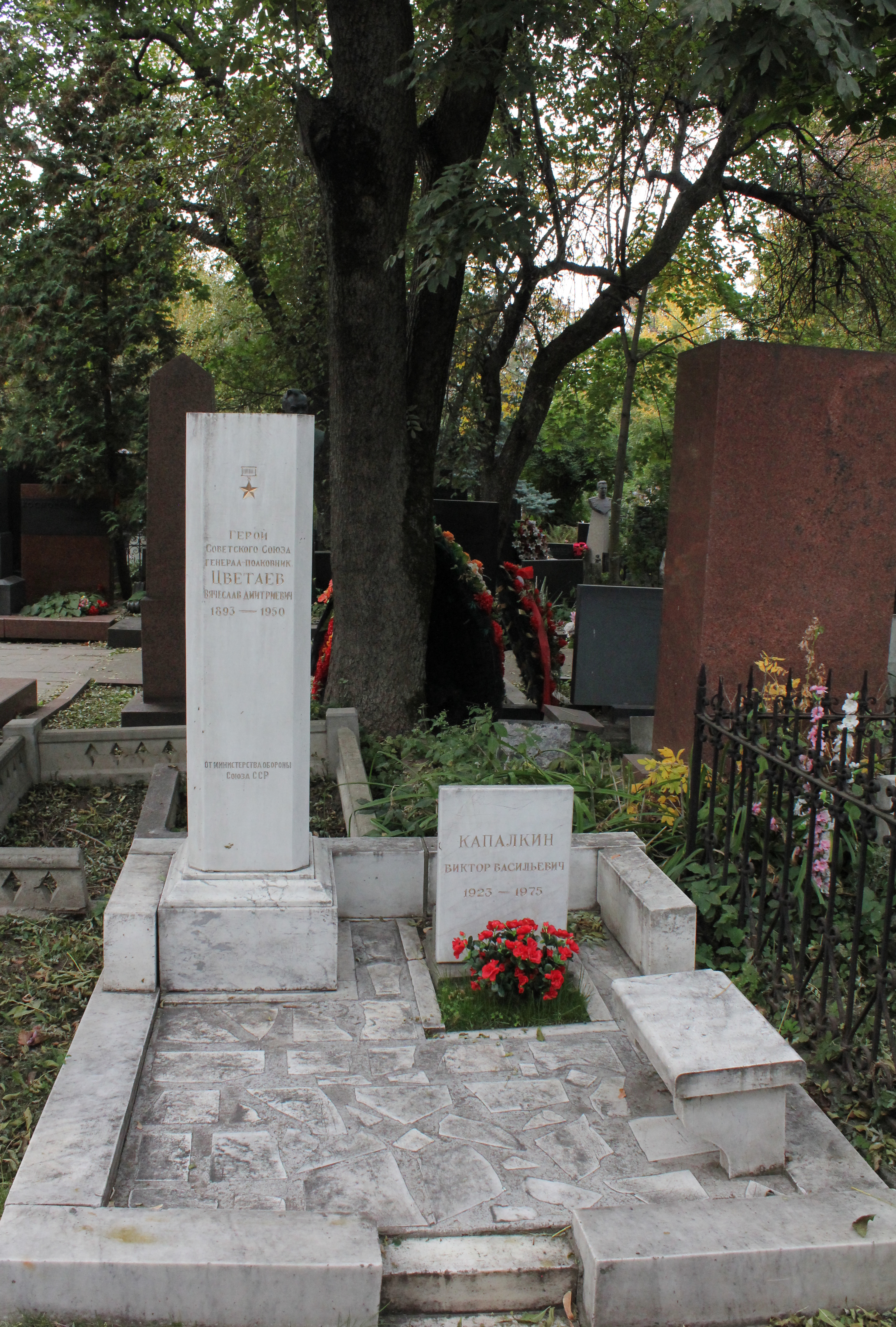
La tumba de Tsvetaev en el cementerio Novodévichi en Moscú

Murió el 11 de agosto de 1950 en Moscú y fue enterrado en el cementerio Novodévichi de la capital moscovita.

## Rangos militares
- Komdiv (5 de diciembre de 1935)
- Teniente general (4 de junio de 1940)
- Coronel general (18 de septiembre de 1943).[3]

## Condecoraciones
A lo largo de su carrera militar Viacheslav Tsvetaev recibió las siguientes condecoracionesː
Imperio ruso
- Orden de San Estanislao de 3.er grado con espadas
- Orden de Santa Ana de 4.º grado

Unión Soviética
- Héroe de la Unión Soviética N.º 7416 (6 de abril de 1945)
- Orden de Lenin, dos veces (21 de febrero de 1945 y 6 de abril de 1945)
- Orden de la Bandera Roja, cuatro veces (8 de julio de 1919, 26 de noviembre de 1930 y 3 de noviembre de 1944, 1948)
- Orden de Suvórov de 1.er grado, tres veces (14 de febrero de 1943, 2 de septiembre de 1944 y 29 de mayo de 1945)
- Orden de Kutúzov de 1.er grado (17 de septiembre de 1943)
- Orden de Bohdán Jmelnitski de 1.er grado (19 de marzo de 1944)
- Medalla por la Victoria sobre Alemania en la Gran Guerra Patria 1941-1945
- Medalla por la Conquista de Berlín
- Medalla por la Liberación de Varsovia
- Medalla del 20.º Aniversario del Ejército Rojo de Obreros y Campesinos
- Medalla del 30.º Aniversario de las Fuerzas Armadas de la URSS

Otros países
- Orden de la Cruz de Grunwald de 3.er grado (Polonia)
- Cruz de Plata de la Orden Virtuti Militari (Polonia)
- Medalla por el Oder, Neisse y el Báltico (Polonia)
- Medalla por Varsovia 1939-1945 (Polonia)
- Comandante de la Legión al Mérito (Estados Unidos)